# Сочет (Біхор)
Сочет (рум. Socet) — село у повіті Біхор в Румунії. Входить до складу комуни Шинтеу.
Село розташоване на відстані 412 км на північний захід від Бухареста, 44 км на схід від Ораді, 94 км на північний захід від Клуж-Напоки.

## Населення
За даними перепису населення 2002 року у селі проживали 129 осіб, усі — словаки. Усі жителі села рідною мовою назвали словацьку.